# Sean Furey
Sean Furey (né le 31 août 1982) est un athlète américain, spécialiste du lancer de javelot.
Il est monté à six reprises sur le podium des championnats américains. En 2012, il échoue au pied de ce podium mais est néanmoins qualifié pour participer aux Jeux olympiques, les deuxième et troisième n'ayant pas obtenu les minimas. Il porte son record à 83,08 m à Eugene lors des championnats américains 2015 pour remporter son troisième titre.
Lors des sélections olympiques américaines d'athlétisme 2016, bien qu'il ne termine que 11e de l'épreuve du javelot avec un très modeste 67,96 m, il est le troisième qualifié pour avoir réalisé les minima.